# Élections législatives kosovares de 2001
Les élections législatives kosovares de 2001 (en albanais : Zgjedhjet parlamentare në Kosovë 2001) se tiennent le 17 novembre 2001, afin d'élire les cent vingt députés de l'Assemblée de la Province autonome serbe du Kosovo.
Les élections ont eu lieu pendant la gestion du Kosovo par la Mission d'administration intérimaire des Nations Unies au Kosovo.
À la suite de ces élections, le premier président de la Province autonome serbe du Kosovo, Ibrahim Rugova, est élu.

## Résultats
| Partis et coalitions                                                    | Votes   | %     | Sièges | Minorité |
| ----------------------------------------------------------------------- | ------- | ----- | ------ | -------- |
| LDK - Ligue démocratique du Kosovo                                      | 359,851 | 45.65 | 47     | -        |
| PDK - Parti démocratique du Kosovo                                      | 202,622 | 25.7  | 26     | -        |
| Coalition "Retour" (Koalicija "Povratak")                               | 89,388  | 11.34 | 12     | +10      |
| AAK - Alliance pour l'avenir du Kosovo                                  | 61,688  | 7.83  | 8      | -        |
| Wakat Coalition                                                         | 9,030   | 1.15  | 2      | +2       |
| Mouvement national pour la libération du Kosovo                         | 8,725   | 1.11  | 1      | -        |
| KTDP - Parti démocratique turc du Kosovo                                | 7,879   | 1.00  | 1      | +2       |
| Parti Démocratique Albanais du Kosovo                                   | 7,701   | 0.98  | 1      | -        |
| Parti de la justice -                                                   | 4,504   | 0.57  | 1      | -        |
| Mouvement populaire du Kosovo                                           | 4,404   | 0.56  | 1      | -        |
| IRDK (Nouvelle initiative démocratique du Kosovo)                       | 3,976   | 0.5   | 0      | +2       |
| PDAK - Parti démocratique ashkali du Kosovo                             | 3,411   | 0.43  | 0      | +2       |
| SDA - Parti de l' action démocratique (Parti de l' action démocratique) | 2,906   | 0.37  | 0      | +1       |
| Parti des Roms unis du Kosovo                                           | 2,717   | 0.34  | 0      | +1       |
| Total                                                                   | Total   | 100.0 | 100    | +20      |